# Barió exòtic
Els barions exòtics són partícules hipotètiques lligades a tres quarks i a altres partícules elementals. Són diferents dels barions normals, els quals estan lligats a només tres quarks. Les partícules addicionals poden ser quarks, antiquarks o gluons.
Un exemple de barió exòtic seria el pentaquark, que està format per quatre quarks i un antiquark.
Un altre barió exòtic és el H dibarió, format per dos quarks amunt, dos quarks avall i dos quarks estranys. A diferència del pentaquark, aquesta partícula pot tenir una vida llarga o fins i tot estable. Hi ha hagut afirmacions no confirmades de pentaquarks i dibarions.
Diversos tipus de barions exòtics, que requereixen un tipus de física més enllà del model estàndard, han estat conjecturats per tal d'explicar anomalies específiques experimentals. No hi ha una prova experimental independent per a aquestes partícules. Un exemple en són els barions R supersimètrics, els quals estan lligats a 3 quarks i a un gluí. El barió R més lleuger està denotat com a {\displaystyle {\mbox{S}}^{0}} i està format per un quark amunt, un quark avall, un quark estrany i un gluí. S'espera d'aquesta partícula que tingui una vida llarga i estable i que expliqui els rajos còsmics d'alta energia. Els barions exòtics estables també són candidats per a ser unes partícules d'interacció forta massiva amb la matèria fosca (SIMP).
S'ha especulat que al final del segle xxi potser serà possible crear nous elements químics, usant la femtotecnologia, formats per barions exòtics que acabarien formant una nova taula periòdica dels elements, en la qual els elements tindrien propietats completament diferents que les que tenen ara els elements químics que coneixem.